# Broșteni
Broșteni este un oraș în județul Suceava, Moldova, România, format din localitățile componente Broșteni (reședința), Hăleasa, Lungeni și Neagra, și din satele Cotârgași, Dârmoxa, Frasin, Holda, Holdița și Pietroasa.
Se află în Munții Bistriței și Munții Stânișoarei, lângă Bistrița. Are o suprafață de 594 km². Populația este de 5.179 locuitori, determinată în 1 decembrie 2021, prin recensământ, chestionar.
A fost declarat oraș prin Legea 83/2004, împreună cu alte 7 localități din județul Suceava.
Orașul este poziționat în sud-vestul județului Suceava, la granița cu județele Neamț și Harghita, pe valea râului Bistrița. Localitatea este tranzitată de șoseaua DN 17B Vatra Dornei – Piatra Neamț și nu este racordată la sistemul național de căi ferate. Din punct de vedere al poziționării și al căilor de comunicație, Broșteni este cel mai izolat oraș din județul Suceava. De asemenea, este orașul din județ situat la distanța cea mai mare de municipiul Suceava, reședința județului. Broșteni se află în aria de influență urbană a municipiului Vatra Dornei, situat la o distanță de 52 km.
Broșteni este o localitate tipică de munte, în care elementele urbane se simt doar în centrul localității, în special datorită complexului de blocuri de locuințe construite pentru personalul angajat în fostele mine din zonă. Teritoriul orașului se întinde pe o suprafață de peste 420 km², din acest punct de vedere Broșteni ocupând primul loc între localitățile județului Suceava. Dispunerea zonelor intravilane este una foarte răsfirată, specifică așezărilor de munte. Din structura orașului Broșteni fac parte fostele sate (devenite cartiere) Hăleasa, Lungeni și Neagra, iar Cotârgași, Dârmoxa, Frasin, Holda, Holdița și Pietroasa au statutul de sate afiliate orașului.
Până la reforma administrativă din 1950 a făcut parte din județul Neamț.

## Istoric

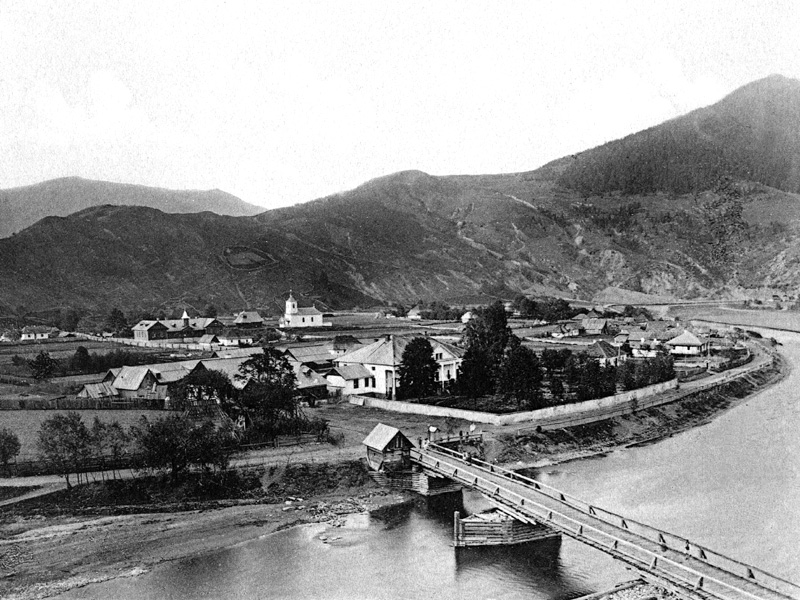
Broșteni în perioada 1901-1904

Descoperirile arheologice, precum și documentele istorice pledează pentru existența unor populații vechi în bazinul Bistritei, încă din epoca paleolitică. Date asupra populației din bazinul inferior al Bistriței au rămas de la Ptolomeu, care menționează existența unei populații de carpi și carpodaci, în partea vestică a Moldovei.
Localitatea Broșteni a făcut parte din Braniștea Voronețului din 1488 până în 1807. Această moșie a fost dăruită de domnitorul Ștefan cel Mare Mănăstirii Voroneț, care a stăpânit-o în vechile hotare până când aceasta a fost anexată Imperiului Habsburgic în 1775.
După anexarea Bucovinei de către austrieci, o parte din Braniștea pe care se află astăzi comuna Crucea și orașul Broșteni a rămas în Moldova, în stăpânirea lui Teodor Mustață care, în februarie 1807, a vândut-o lui Constantin Balj. Începând cu 1877 comuna Broșteni a devenit proprietatea lui Carol I, domnitorul țării, prin cumpărare de la Balj.
După intrarea Broșteniului în stăpânirea Casei Regale, au fost construite căi rutiere județene și naționale spre aceste așezări și s-a dezvoltat mineritul. În anul 2004 comuna Broșteni a fost ridicată la rangul de oraș.

## Geografie

### Așezare/Localizare
Orașul Broșteni este situat în partea de sud-est a bazinului Dornelor, pe cursul mijlociu al Bistriței. Din punct de vedere teritorial, localitatea are următorii vecini:
- la nord, comunele Ostra și Crucea;
- la est, județul Neamț;
- la sud, județul Harghita;
- la vest, comuna Panaci;
- la nord-vest, comuna Dorna-Arini.

### Relief și hidrografie
Relieful predominant al localității îl constituie munții, ce acoperă 85% din teritoriu, 12% fiind zonă de deal și doar 3% teren arabil. Altitudinea variază între 1.500 metri și 1.700 metri spre limita superioară păduroasă. Cea mai înaltă cotă este în Munții Călimani (2.100 metri), ce se află în afara zonei Broștenilor.
Orașul este străbătut de la un capăt la altul de râul Bistrița, în care se varsă pârâiele: Barnar, Holda, Holdița, Neagra, Negrișoara, Cotârgași. Geologia localității cuprinde fâșia cea mai vestică a Carpaților Orientali și anume fâșia cristalină și fâșia flisului.
În cadrul orașului Broșteni s-au identificat 8 tipuri generale de sol, predominând solul brun, acid montan și solul brun gălbui.

### Climă
Clima este aspră, cu ierni lungi și geroase și veri scurte și răcoroase. Precipitațiile medii anuale sunt de 800 mm în perioada mai-septembrie și de 400 mm în restul anului. Vânturile cele mai frecvente sunt cele din nord-est și sud-est.

## Demografie
Componența etnică a orașului Broșteni
     Români (90,91%)
     Alte etnii (0,25%)
     Necunoscută (8,84%)
Componența confesională a orașului Broșteni
     Ortodocși (88,99%)
     Alte religii (1,89%)
     Necunoscută (9,11%)
Conform recensământului efectuat în 2021, populația orașului Broșteni se ridică la 5.179 de locuitori, în scădere față de recensământul anterior din 2011, când fuseseră înregistrați 5.506 locuitori. Majoritatea locuitorilor sunt români (90,91%), iar pentru 8,84% nu se cunoaște apartenența etnică. Din punct de vedere confesional, majoritatea locuitorilor sunt ortodocși (88,99%), iar pentru 9,11% nu se cunoaște apartenența confesională.

## Politică și administrație
Orașul Broșteni este administrat de un primar și un consiliu local compus din 15 consilieri. Primarul, Alexandru Hurjui[*], de la Partidul Național Liberal, este în funcție din octombrie 2020. Începând cu alegerile locale din 2024, consiliul local are următoarea componență pe partide politice:
|  | Partid                    | Consilieri | Componența Consiliului | Componența Consiliului | Componența Consiliului | Componența Consiliului | Componența Consiliului | Componența Consiliului |
|  | ------------------------- | ---------- | ---------------------- | ---------------------- | ---------------------- | ---------------------- | ---------------------- | ---------------------- |
|  | Partidul Național Liberal | 6          |                        |                        |                        |                        |                        |                        |
|  | Partidul Social Democrat  | 6          |                        |                        |                        |                        |                        |                        |
|  | Partidul Patrioților      | 1          |                        |                        |                        |                        |                        |                        |
|  | Partidul Puterii Umaniste | 1          |                        |                        |                        |                        |                        |                        |
|  | Hâj Constantin            | 1          |                        |                        |                        |                        |                        |                        |

## Economie
Economia locală este reprezentată de agenți economici profilați pe activități de exploatare forestieră, minerit, prelucrarea laptelui și a cărnii, comerț și turism. Exploatările miniere au cunoscut o puternică dezvoltare în perioada 1960-1990 după care s-au închis, fapt care a influențat negativ economia locală a acestei așezări. Broșteni este o localitate cu un potențial turistic ridicat, care ar putea contribui la dezvoltarea orașului și a zonei, în cazul în care ar fi valorificat.
Agricultura este reprezentată prin existența unei suprafețe agricole de 6.011 hectare, din care: suprafață arabilă 253 hectare, pășuni 3.115 hectare, fânețe 2.638 hectare, livezi 5 hectare. Efectivele de animale existente în oraș sunt reprezentate de: 1.600 capete bovine, 749 capete porcine, 4.022 capete ovine și peste 13.000 păsări.

## Educație și sănătate
Rețeaua de învățământ cuprinde 14 unități, din care 7 grădinițe, 6 școli și un liceu. Populația școlară este formată din 1.050 persoane, iar personalul didactic din 80 de persoane. În oraș există trei cămine culturale și două biblioteci.
Asigurarea serviciilor de sănătate se realizează prin intermediul unui spital cu 30 de paturi și a unui dispensar uman, deservite de 6 medici și 12 cadre medii sanitare, precum și de o farmacie.

## Referiri în literatură
- În lucrarea „Amintiri din copilărie”, de Ion Creangă, personajul principal, Nică, învață la Broșteni în perioada în care a stat la Irinuca și a luat râie de la caprele acesteia.
- În 1995 este publicată lucrarea profesorului Vasile Candrea intitulată „Broșteni. Monografie”.

## Personalități
- Ion Teodorescu-Broșteni (1872 - 1958), folclorist;
- Gheorghe T. Kirileanu (1872 - 1960), filolog, critic și istoric literar, membru de onoare al Academiei Române;
- Simion T. Kirileanu (1879 - 1926), învățător, folclorist;
- Adolph A. Chevallier (1881 - 1963), fotograf;
- Mihai C. Băcescu (1908 - 1999), zoolog, oceanolog, muzeolog, membru titular al Academiei Române;
- Liviu Cepoi (n. 1969), sănier.

## Obiective turistice
- Biserica din lemn Sfântul Nicolae din Broșteni – cunoscută și sub denumirea de Biserica-muzeu „Ion Creangă”, datează din anul 1779. Construită din lemn de brad cu întărituri din lemn de tisă și cuie forjate de meșteri fierari. În trecut a avut dublu rol, de biserică parohială și școală. Astăzi lăcașul de cult adăpostește câteva piese de muzeu cu vechime de peste 200 de ani, precum și icoane pictate pe lemn de renumiții pictori Tătărăscu, Grigorescu și Tonița.
- Casa administratorilor Domeniilor Coroanei – construită în 1895, astăzi este folosită ca spațiu comercial și depozit.
- Clădirea fostei secții Geomold S.A. din Câmpulung Moldovenesc – construită în 1929, având valoare arhitectonică.
- Școala din Holda – construită în 1905.
- Cuptorul de ars var din Dârmoxa – datează din 1924.
- Piatra simbolică „Ion Creangă” – piatră simbolică ce face referire la scena din opera „Amintiri din copilărie” în care casa Irinucăi este dărâmată de un bolovan.